# 井草川
井草川（いぐさがわ）は、東京都を流れる普通河川であり、荒川水系妙正寺川の支流である。全区間が東京都杉並区内であり、暗渠化されている。一部の河道上が遊歩道として整備されている。

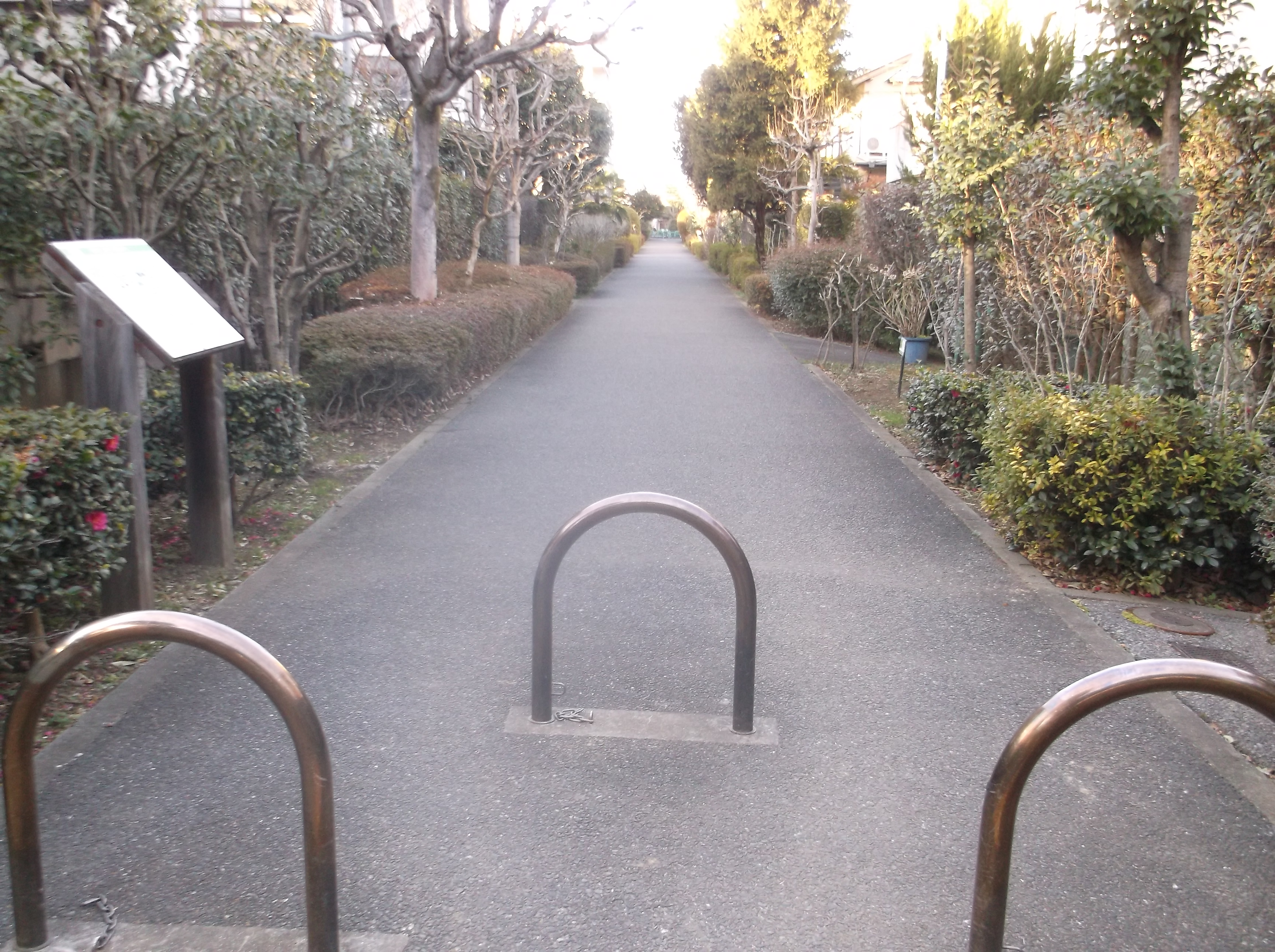
遊歩道として整備されている旧井草川(妙正寺公園傍にて)

## 流路
水源は杉並区上井草四丁目にある杉並区立切通し公園とされる。周辺は縄文時代の遺跡が多く、区の説明看板にもあるとおり、古来から人々が暮らしていた土地と見なされている。ここから東へ流れ、東京都立杉並工科高等学校敷地内、杉並区立三谷公園の敷地内、杉並区立三谷小学校の北側を経た後、徐々に北上を始める。
西武新宿線の上井草駅と井荻駅との間で一時的に北側へ抜けているため、西武新宿線はこの区間でこの川の橋梁を二つ有しているが、なぜか橋梁名は「妙正寺川橋梁…」となっているが､理由は下記による。
井荻駅の南側を経た後、今川方面からの支流が合流し、今度は徐々に南下を始める。杉並区立桃井第五小学校の東側、杉並区立中瀬中学校の西側を経て、清水二丁目にある杉並区立妙正寺公園内にて妙正寺川に合流する事になっている。しかし､現地の様子を観察に入ると､実際の形状は北側から東に向きを変える井草川の流路の右の壁面に、妙正寺池からの水が出て来るコンクリート管の直径80cm位の円形の出口が開き、そこから水が落ちている。所謂井草川が本流の形状になっており、妙正寺川が続いている様な形になっていて､地元では上流部分も含めて妙正寺川と呼ばれていた様である。

## 自然
- 開渠時には野生のメダカが生息していた。その後、野生種は絶滅したと思われていたが、2008年（平成20年）1月26日付朝日新聞によると、その時捕獲された野生種が杉並区内在住の元教諭宅で飼育されていることが判明した[1]。

## 歴史
- 上井草三丁目の杉並区立三谷小学校北側には「道灌橋公園」という区立公園があり、これは、この付近で井草川に架かっていた道灌橋に由来する。この橋名は、1477年（文明9年）に太田道灌が豊島氏の石神井城（現練馬区石神井台）を攻略する際、この付近の高台に陣を構えたことに由来している[2]。上井草に隣接する今川には「道灌公園」という区立公園もある。

## 橋梁
名前の付いていた橋のいくつかは跡地に銘板が残されている。
- 道灌橋 - 銘板ではなく「道灌橋之跡」と記された石碑が遊歩道内に置かれている。
- 瀬戸原上橋
- 瀬戸原橋
- 瀬戸原中橋
- 四の宮中橋
- (西武新宿線第6妙正寺川橋梁)
- 矢頭上橋
- 矢頭橋
- 矢頭中橋
- (西武新宿線第5妙正寺川橋梁)
- なかかみ橋 - ひらがな表記であり、漢字は不明。
- 西山橋
- 学校西橋
- 學校前橋
- 中瀬北橋
- 中瀬小橋
- 中瀨橋 - (早稲田通り)

また、「杉並の川と橋（杉並区立郷土博物館編、杉並区立中央図書館所蔵のものを閲覧）」より、「眼鏡」「三谷」「上井草」「遅ノ井」「道灌」「今川」「瀬戸原」「四宮」「矢頭」「柿ノ木」「駅前」「神戸」「西山」「学校」「中瀬」「中神」「豊年」「蓮華」「天祖」「喬六」「観音」の各橋が存在していたことが分かる。ただし、近隣の橋に方角方向の付いた橋名や、無名の橋および連番で呼称されていた橋は除外されている。